# FireKeepers Casino 400
Le FireKeepers Casino 400 est une compétition automobile de stock-cars, longue de 400 milles (644 km), organisée entre 1969 et 2020 par la NASCAR et qui comptait pour le championnat de la NASCAR Cup Series. Elle se déroulait chaque année en juin sur le Michigan International Speedway de Brooklyn dans l'état du Michigan aux États-Unis.
Cet événement a connu de multiples sponsors depuis 1984, modifiant la dénomination officielle de la course :
- La Miller Brewing Company de 1984 à 1998 ;
- En 2006, la société 3M signe un contrat de sponsoring de 3 ans mais après un an décide de sponsoriser la course du mois d'août ;
- En 2008 et 2009, c'est la société LifeLock qui assure le sponsoring baptisant la course LifeLock 400 ;
- De 2012 à 2015, la société Quicken Loans sponsorise la course ;
- De 2016 à 2020, le sponsoring est assuré par la société FireKeepers Casino[1].

La course de 1999 remportée par Dale Jarrett s'est déroulée sans drapeau jaune et à une vitesse moyenne de 280,021 km/h établissant ainsi le record NASCAR d'une course de 400 miles.
Kevin Harvick en est le dernier vainqueur.
Une course similaire connue sous le nom de Consumers Energy 400 ou Pure Michigan 400 se déroule chaque année vers la mi-août sur le même circuit. Dès 2021, cette course est sponsorisée par la société « FireKeepers Casino » ce qui la rebaptise FireKeepers Casino 400 et peut prêter à confusion avec les éditions 2016 à 2020 de la présente course.

## Caractéristiques
- Course :
  - Longueur : 400 milles (644 km)
  - Nombre de tours : 150
    - Segment 1 : 40 tours
    - Segment 2 : 45 tours
    - Segment 3 : 71 tours

- Piste :
  - Type : Speedway D-ovale
  - Revêtement : asphalte
  - Longueur circuit : 2 milles (3,2 km)
  - Nombre de virages : 4
  - Inclinaison (Banking) :
    - Virages de l'ovale : 18°
    - Lignes droite avant : 12°
    - Lignes droite avant : 5°

- Record du tour piste en Cup Series : 34,857 s le 15 août 2014 par Jeff Gordon lors des qualifications (vitesse de 332,423 km/h).

## Logos

2010 et 2011
2016-2020

## Palmarès
| Année | Date     | Pilote              | Écurie                      | Châssis    | Course | Course           | Course          | Course             | Note       |
| ----- | -------- | ------------------- | --------------------------- | ---------- | ------ | ---------------- | --------------- | ------------------ | ---------- |
| Année | Date     | Pilote              | Écurie                      | Châssis    | Tours  | Miles (km)       | Durée           | Moyenne (miles/hr) | Note       |
| 1969  | 15 juin  | Cale Yarborough     | Wood Brothers Racing        | Mercury    | 250    | 500 (804,672)    | 3 h 35 min 26 s | 139,254            |            |
| 1970  | 7 juin   | Cale Yarborough     | Wood Brothers Racing        | Mercury    | 200    | 400 (643,737)    | 2 h 53 min 02 s | 138,302            |            |
| 1971  | 13 juin  | Bobby Allison       | Holman-Moody (en)           | Mercury    | 197    | 401,88 (646,763) | 2 h 41 min 13 s | 149,567            |            |
| 1972  | 11 juin  | David Pearson       | Wood Brothers Racing        | Mercury    | 200    | 400 (643,737)    | 2 h 43 min 40 s | 146,639            |            |
| 1973  | 24 juin  | David Pearson       | Wood Brothers Racing        | Mercury    | 200    | 400 (643,737)    | 2 h 36 min 22 s | 153,485            |            |
| 1974  | 16 juin  | Richard Petty       | Petty Enterprises           | Dodge      | 180    | 360 (579,363)    | 2 h 48 min 46 s | 127,098            | [ Note 1 ] |
| 1975  | 15 juin  | David Pearson       | Wood Brothers Racing        | Mercury    | 200    | 400 (643,737)    | 3 h 02 min 39 s | 131,398            |            |
| 1976  | 20 juin  | David Pearson       | Wood Brothers Racing        | Mercury    | 200    | 400 (643,737)    | 2 h 50 min 02 s | 141,148            |            |
| 1977  | 19 juin  | Cale Yarborough     | Junior Johnson & Associates | Chevrolet  | 200    | 400 (643,737)    | 2 h 57 min 44 s | 135,033            |            |
| 1978  | 18 juin  | Cale Yarborough     | Junior Johnson & Associates | Oldsmobile | 200    | 400 (643,737)    | 2 h 40 min 28 s | 149,563            |            |
| 1979  | 17 juin  | Buddy Baker         | Ranier-Lundy (en)           | Chevrolet  | 200    | 400 (643,737)    | 2 h 56 min 44 s | 135,798            |            |
| 1980  | 15 juin  | Benny Parsons       | M.C. Anderson Racing        | Chevrolet  | 200    | 400 (643,737)    | 3 h 02 min 05 s | 131,808            |            |
| 1981  | 21 juin  | Bobby Allison       | Ranier-Lundy (en)           | Buick      | 200    | 400 (643,737)    | 3 h 03 min 47 s | 130,589            |            |
| 1982  | 20 juin  | Cale Yarborough     | M.C. Anderson Racing        | Buick      | 200    | 400 (643,737)    | 3 h 23 min 13 s | 118,101            |            |
| 1983  | 19 juin  | Cale Yarborough     | Ranier-Lundy (en)           | Chevrolet  | 200    | 400 (643,737)    | 2 h 53 min 00 s | 138,728            |            |
| 1984  | 17 juin  | Bill Elliott        | Melling Racing              | Ford       | 200    | 400 (643,737)    | 2 h 58 min 10 s | 134,705            |            |
| 1985  | 16 juin  | Bill Elliott        | Melling Racing              | Ford       | 200    | 400 (643,737)    | 2 h 45 min 48 s | 144,724            |            |
| 1986  | 15 juin  | Bill Elliott        | Melling Racing              | Ford       | 200    | 400 (643,737)    | 2 h 53 min 21 s | 138,851            |            |
| 1987  | 28 juin  | Dale Earnhardt      | Richard Childress Racing    | Chevrolet  | 200    | 400 (643,737)    | 2 h 41 min 40 s | 148,454            |            |
| 1988  | 26 juin  | Rusty Wallace       | Blue Max Racing (en)        | Pontiac    | 200    | 400 (643,737)    | 2 h 36 min 18 s | 153,551            |            |
| 1989  | 25 juin  | Bill Elliott        | Melling Racing              | Ford       | 200    | 400 (643,737)    | 2 h 52 min 38 s | 139,023            |            |
| 1990  | 24 juin  | Dale Earnhardt      | Richard Childress Racing    | Chevrolet  | 200    | 400 (643,737)    | 2 h 39 min 46 s | 150,219            |            |
| 1991  | 23 juin  | Davey Allison       | Robert Yates Racing         | Ford       | 200    | 400 (643,737)    | 2 h 29 min 09 s | 160,912            |            |
| 1992  | 21 juin  | Davey Allison       | Robert Yates Racing         | Ford       | 200    | 400 (643,737)    | 2 h 37 min 12 s | 152,672            |            |
| 1993  | 20 juin  | Ricky Rudd          | Hendrick Motorsports        | Chevrolet  | 200    | 400 (643,737)    | 2 h 41 min 38 s | 148,484            |            |
| 1994  | 19 juin  | Rusty Wallace       | Team Penske                 | Ford       | 200    | 400 (643,737)    | 3 h 11 min 58 s | 125,022            |            |
| 1995  | 18 juin  | Bobby Labonte       | Joe Gibbs Racing            | Chevrolet  | 200    | 400 (643,737)    | 2 h 58 min 58 s | 134,141            |            |
| 1996  | 23 juin  | Rusty Wallace       | Team Penske                 | Ford       | 200    | 400 (643,737)    | 2 h 24 min 23 s | 166,033            |            |
| 1997  | 15 juin  | Ernie Irvan         | Robert Yates Racing         | Ford       | 200    | 400 (643,737)    | 2 h 36 min 31 s | 153,338            |            |
| 1998  | 14 juin  | Mark Martin         | Roush Racing                | Ford       | 200    | 400 (643,737)    | 2 h 31 min 14 s | 158,695            |            |
| 1999  | 13 juin  | Dale Jarrett        | Robert Yates Racing         | Ford       | 200    | 400 (643,737)    | 2 h 17 min 56 s | 173,997            |            |
| 2000  | 11 juin  | Tony Stewart        | Joe Gibbs Racing            | Pontiac    | 194    | 388 (624,425)    | 2 h 41 min 45 s | 143,926            | [ Note 2 ] |
| 2001  | 10 juin  | Jeff Gordon         | Hendrick Motorsports        | Chevrolet  | 200    | 400 (643,737)    | 2 h 58 min 50 s | 134,203            |            |
| 2002  | 16 juin  | Matt Kenseth        | Roush Racing                | Ford       | 200    | 400 (643,737)    | 2 h 35 min 01 s | 154,822            |            |
| 2003  | 15 juin  | Kurt Busch          | Roush Racing                | Ford       | 200    | 400 (643,737)    | 3 h 02 min 54 s | 131,219            |            |
| 2004  | 20 juin  | Ryan Newman         | Team Penske                 | Dodge      | 200    | 400 (643,737)    | 2 h 52 min 18 s | 139,292            |            |
| 2005  | 19 juin  | Greg Biffle         | Roush Racing                | Ford       | 200    | 400 (643,737)    | 2 h 39 min 22 s | 150,596            |            |
| 2006  | 18 juin  | Kasey Kahne         | Evernham Motorsports        | Dodge      | 129    | 258 (415,210)    | 2 h 10 min 19 s | 118,788            | [ Note 3 ] |
| 2007  | 17 juin  | Carl Edwards        | Roush Fenway Racing         | Ford       | 200    | 400 (643,737)    | 2 h 42 min 05 s | 148,070            |            |
| 2008  | 15 juin  | Dale Earnhardt, Jr. | Hendrick Motorsports        | Chevrolet  | 203    | 406 (653,393)    | 2 h 47 min 34 s | 145,375            | [ Note 4 ] |
| 2009  | 14 juin  | Mark Martin         | Hendrick Motorsports        | Chevrolet  | 200    | 400 (643,737)    | 2 h 34 min 21 s | 155,491            |            |
| 2010  | 17 juin  | Denny Hamlin        | Joe Gibbs Racing            | Toyota     | 200    | 400 (643,737)    | 2 h 33 min 28 s | 156,386            |            |
| 2011  | 1er juin | Denny Hamlin        | Joe Gibbs Racing            | Toyota     | 200    | 400 (643,737)    | 2 h 36 min 50 s | 153,029            |            |
| 2012  | 17 juin  | Dale Earnhardt, Jr. | Hendrick Motorsports        | Chevrolet  | 200    | 400 (643,737)    | 2 h 52 min 29 s | 139,144            |            |
| 2013  | 16 juin  | Greg Biffle         | Roush Fenway Racing         | Ford       | 200    | 400 (643,737)    | 2 h 52 min 19 s | 139,278            |            |
| 2014  | 15 juin  | Jimmie Johnson      | Hendrick Motorsports        | Chevrolet  | 200    | 400 (643,737)    | 2 h 47 min 19 s | 143,441            |            |
| 2015  | 14 juin  | Kurt Busch          | Stewart-Haas Racing         | Chevrolet  | 138    | 276 (444,179)    | 2 h 21 min 55 s | 116,688            | [ Note 5 ] |
| 2016  | 12 juin  | Joey Logano         | Team Penske                 | Ford       | 200    | 400 (643,737)    | 2 h 58 min 47 s | 134,241            |            |
| 2017  | 18 juin  | Kyle Larson         | Chip Ganassi Racing         | Chevrolet  | 200    | 400 (643,737)    | 2 h 47 min 24 s | 143,369            |            |
| 2018  | 10 juin  | Clint Bowyer        | Stewart-Haas Racing         | Ford       | 133    | 266 (428,085)    | 2 h 00 min 15 s | 132,723            | [ Note 3 ] |
| 2019  | 10 juin  | Joey Logano         | Team Penske                 | Ford       | 203    | 406 (653,393)    | 2 h 52 min 50 s | 140,945            | ,          |
| 2020  | 8 août   | Kevin Harvick       | Stewart-Haas Racing         | Ford       | 161    | 322 (518.208)    | 2 h 34 min 55 s | 124,712            | [ Note 7 ] |

1. ↑  Course raccourcie de 10 % en raison du premier choc pétrolier.
2. ↑  Course raccourcie à cause de la pluie puis de l'obscurité.
3. 1 2  Course raccourcie à cause de la pluie.
4. 1 2  Course prolongée en raison d'une arrivée Green-white-checker.
5. ↑  Course arrêtée après un 4e drapeau rouge.
6. ↑  Course reportée du dimanche au lundi après midi à cause de la pluie.
7. ↑  Course reportée du 7 juin au 8 août et raccourcie à 312 miles (500 km) à la suite de la pandémie de Covid-19. La course a néanmoins conservé sa dénomination "FireKeepers Casino 400".

## Pilotes multiples gagnants
| Nbr. | Pilote             | Année                              |
| ---- | ------------------ | ---------------------------------- |
| 6    | Cale Yarborough    | 1969, 1970, 1977, 1978, 1982, 1983 |
| 4    | David Pearson      | 1972, 1973, 1975, 1976             |
| 4    | Bill Elliott       | 1984, 1985, 1986, 1989             |
| 3    | Rusty Wallace      | 1988, 1994, 1996                   |
| 2    | Bobby Allison      | 1971, 1981                         |
| 2    | Dale Earnhardt     | 1987, 1990                         |
| 2    | Mark Martin        | 1998, 2009                         |
| 2    | Denny Hamlin       | 2010, 2011                         |
| 2    | Dale Earnhardt Jr. | 2008, 2012                         |
| 2    | Greg Biffle        | 2005, 2013                         |
| 2    | Kurt Busch         | 2003, 2015                         |
| 2    | Joey Logano        | 2016, 2019                         |

## Écuries multiples gagnantes
| Nbr. | Écurie                      | Année                              |
| ---- | --------------------------- | ---------------------------------- |
| 6    | Wood Brothers Racing        | 1969, 1970, 1972, 1973, 1975, 1976 |
| 6    | Roush Fenway Racing         | 1998, 2002, 2003, 2005, 2007, 2013 |
| 6    | Hendrick Motorsports        | 1993, 2001, 2008, 2009, 2012, 2014 |
| 5    | Team Penske                 | 1994, 1996, 2004, 2016, 2019       |
| 4    | Melling Racing              | 1984, 1985, 1986, 1989             |
| 4    | Robert Yates Racing         | 1991, 1992, 1997, 1999             |
| 4    | Joe Gibbs Racing            | 1995, 2000, 2010, 2011             |
| 3    | Ranier-Lundy (en)           | 1979, 1981, 1983                   |
| 3    | Stewart-Haas Racing         | 2015, 2018, 2020                   |
| 2    | Junior Johnson & Associates | 1977, 1978                         |
| 2    | M.C. Anderson Racing        | 1980, 1982                         |
| 2    | Richard Childress Racing    | 1987, 1990                         |

## Victoires par marque automobile
| Nbr. | Marque     | Année |
| ---- | ---------- | --- |
| 20   | Ford       | 1984, 1985, 1986, 1989, 1991, 1992, 1994, 1996, 1997, 1998, 1999, 2002, 2003, 2005, 2007, 2013, 2016, 2018, 2019, 2020 |
| 15   | Chevrolet  | 1977, 1979, 1980, 1983, 1987, 1990, 1993, 1995, 2001, 2008, 2009, 2012, 2014, 2015, 2017                               |
| 7    | Mercury    | 1969, 1970, 1971, 1972, 1973, 1975, 1976                                                                               |
| 3    | Dodge      | 1974, 2004, 2006 |
| 2    | Buick      | 1981, 1982 |
| 2    | Pontiac    | 1988, 2000 |
| 2    | Toyota     | 2010, 2011 |
| 1    | Oldsmobile | 1978 |